# Testosterona
A testosterona é o principal andrógeno e um esteroide anabolizante. Em humanos e animais do sexo masculino, a testosterona desempenha um papel fundamental no desenvolvimento de tecidos reprodutores masculinos, como testículos e próstata, bem como a promoção de características sexuais secundárias, como o aumento da massa muscular, aumento e maturação dos ossos e o crescimento do cabelo corporal. Além disso, a testosterona está envolvida na saúde, no bem-estar e na prevenção da osteoporose. Níveis insuficientes de testosterona nos homens podem levar a anormalidades, incluindo fragilidade e perda óssea.
A testosterona também é usada como medicamento para tratar hipogonadismo masculino e certos tipos de câncer de mama. Uma vez que os níveis de testosterona diminuem gradualmente à medida que os homens envelhecem, a testosterona sintética — em alguns casos — é prescrita para homens mais velhos para neutralizar essa deficiência.
A testosterona é um esteroide. É sintetizado em várias etapas a partir do colesterol e é convertido no fígado para metabólitos inativos. Ele exerce sua ação através da ligação e ativação do receptor de andrógenos.
Nos seres humanos e na maioria dos outros vertebrados, a testosterona é secretada principalmente pelos testículos dos machos e, em menor medida, pelos ovários das fêmeas. Em média, em homens adultos, os níveis de testosterona são cerca de 7-8 vezes maiores do que em fêmeas adultas. Como o consumo metabólico de testosterona nos machos é maior, a produção diária é cerca de 20 vezes maior nos homens. As mulheres são mais sensíveis ao hormônio.

## Efeitos fisiológicos
Em geral, os andrógenos — como a testosterona — promovem a síntese proteica e, assim, o crescimento de tecidos com receptores androgênicos. A testosterona é descrita pela endocrinologia como uma substância que tem efeitos virilizantes e anabolizantes (embora essas descrições categóricas sejam um pouco arbitrárias, uma vez que há uma grande sobreposição mútua entre elas).
- Os efeitos anabolizantes incluem crescimento de massa muscular e força, aumento da densidade e força óssea e estimulação do crescimento linear e maturação óssea.
- Os efeitos androgênicos incluem a maturação dos órgãos sexuais, — particularmente o pênis — a formação do escroto no feto, um engrossamento da voz após o nascimento (geralmente na puberdade) e o crescimento do cabelo facial e axilar. Muitos deles se enquadram na categoria de características sexuais secundárias masculinas.

Os efeitos da testosterona também podem ser classificados pela idade da ocorrência usual. Para os efeitos pós-natais nos machos e nas fêmeas, estes dependem principalmente dos níveis e da duração da testosterona livre circulante.

### Antes do nascimento
Os efeitos antes do nascimento são divididos em duas categorias, classificadas em relação aos estágios de desenvolvimento.
O primeiro período ocorre entre 4 e 6 semanas de gestação. Exemplos incluem a virilização genital — como a fusão da linha média — o desbaste escrotal, a rugosidade e o alargamento fálico; embora o papel da testosterona seja muito menor do que a di-hidrotestosterona. Há também desenvolvimento da próstata e vesículas seminais.
Durante o segundo trimestre, o nível de andrógenos está associado à formação de gênero. Este período afeta a feminização ou masculinização do feto. O nível de testosterona de uma mãe durante a gravidez está correlacionado com o sexo e comportamento psicológico do filho.

### Durante a infância
Os efeitos andrógenos durante a infância são pouco estudados pela ciência. Nas primeiras semanas de vida de bebês do sexo masculino, os níveis de testosterona aumentam. Os níveis permanecem em uma faixa puberal por alguns meses, mas geralmente atingem níveis altos na infância em 4-6 meses de idade. A função desse aumento dos níveis de testosterona nos seres humanos é desconhecida. Especula-se que a "masculinização cerebral" ocorre nesta fase, já que nenhuma mudança significativa foi identificada em outras partes do corpo. O cérebro masculino é masculinizado pela aromatização da testosterona no estrogênio, que atravessa a barreira hematoencefálica e entra no cérebro masculino, enquanto que os fetos femininos têm alfa-fetoproteína, que se liga ao estrogênio, de modo que os cérebros femininos não são afetados.

### Antes da puberdade
Antes da puberdade há um pequeno aumento nos níveis de andrógenos, tanto em meninos quanto em meninas. Os efeitos adversos deste aumento incluem o odor corporal do tipo adulto, aumento da oleosidade da pele e do cabelo, acne, aparência de cabelo púbico, cabelo axilar, surto de crescimento, maturação acelerada dos ossos e cabelos faciais.

### Durante a puberdade
Os efeitos puberais começam a ocorrer quando os níveis andrógenos tem sido maiores do que o normal. Os efeitos incluem:
Crescimento do tecido espermatogênico nos testículos, fertilidade masculina, aumento do pênis ou clitóris, aumento da libido e frequência de ereção ou ingurgitação do clitóris. Crescimento de mandíbula, testa, queixo, nariz e remodelação dos contornos dos ossos faciais, em conjunto com o hormônio do crescimento humano. Conclusão da maturação óssea e término do crescimento. Isso ocorre indiretamente através de metabolitos de estradiol e, portanto, mais gradualmente em homens do que em mulheres. Aumento da força e da massa muscular, os ombros se tornam maiores e a caixa torácica se expande, o aprofundamento da voz, o crescimento do pomo de Adão. Ampliação das glândulas sebáceas. Isso pode causar acne, a gordura subcutânea na face diminui. O cabelo púbico se estende até as coxas e em direção ao umbigo, o desenvolvimento do cabelo facial (patilhas, barba, bigode), perda de cabelo do couro cabeludo (alopecia androgenética), aumento do cabelo no peito, cabelo perianal, cabelo da perna, cabelo da axila.
| Idade            | Homens          | Mulheres    |
| ---------------- | --------------- | ----------- |
| 0 a 5 meses      | 75-400 ng/dL    | 20-80 ng/dL |
| 6 meses a 9 anos | 7-20 ng/dL      | 7-20 ng/dL  |
| 10 a 11 anos     | 7-130 ng/dL     | 7-44 ng/dL  |
| 12 a 13 anos     | 7-800 ng/dL     | 7-75 ng/dL  |
| 14 anos          | 7-1.200 ng/dL   | 7-75 ng/dL  |
| 15 a 16 anos     | 100-1.200 ng/dL | 7-100 ng/dL |
| 17 a 18 anos     | 300-1.200 ng/dL | 20-75 ng/dL |
| 19 anos acima    | 240-950 ng/dL   | 8-60 ng/dL  |

### Fase adulta
Os efeitos adultos de testosterona são mais claramente demonstráveis em homens do que em mulheres, mas provavelmente são importantes para ambos os sexos. Alguns desses efeitos podem diminuir, pois os níveis de testosterona podem diminuir nas últimas décadas da vida adulta.

#### Função biológica
A testosterona é necessária para o desenvolvimento normal de esperma. Ativa genes nas células de Sertoli, que promovem a diferenciação da espermatogônia. Ele regula a resposta aguda do eixo HPE (Hipotálamo-pituitária-eixo adrenal) sob o desafio de dominância. Os andrógenos, incluindo a testosterona, aumentam o crescimento muscular. A testosterona também regula a população de receptores A2 de tromboxano em megacariócitos e plaquetas.

#### Riscos de saúde
A testosterona não parece aumentar o risco de desenvolver câncer de próstata. Em pessoas que sofreram terapia de privação de testosterona, aumenta a testosterona além do nível de castração para aumentar a taxa de disseminação de um câncer de próstata existente.
Resultados conflitantes foram obtidos quanto à importância da testosterona na manutenção da saúde cardiovascular. No entanto, a manutenção de níveis normais de testosterona em homens idosos mostrou reduzir o risco de doença cardiovascular, aumento da massa corporal magra, diminuição da massa gorda visceral, diminuição do colesterol total e controle glicêmico.
Os altos níveis do andrógeno estão associados a irregularidades do ciclo menstrual em populações clínicas e mulheres saudáveis.

#### Apetite sexual
Quando a testosterona e as endorfinas no sêmen ejaculado encontram-se na parede cervical após a relação sexual, as fêmeas recebem um pico nos níveis de testosterona, endorfina e ocitocina, e os machos após o orgasmo durante a copulação experimentam um aumento nas endorfinas e um aumento acentuado nos níveis de ocitocina. Isso contribui para o ambiente fisiológico hospitaleiro no sistema reprodutivo interno feminino para engravidar e, mais tarde, nutrir o feto em estágios pré-embrionários, além de estimular os sentimentos de amor, desejo e cuidados paternos no homem (esse momento é o único momento em que os níveis de ocitocina do homem competem com os da mulher).
A excitação sexual e a masturbação nas mulheres produzem pequenos aumentos nas concentrações de testosterona. Os níveis plasmáticos de vários esteroides aumentam significativamente após a masturbação em homens e os níveis de testosterona se correlacionam com esses níveis.

#### Estudos em mamíferos
Estudos realizados em ratos indicaram que o grau de excitação sexual é sensível a reduções na testosterona. Quando os ratos privados de testosterona receberam níveis médios de testosterona, seus comportamentos sexuais (copulação, preferência do parceiro, etc.) retomaram, mas não quando foram administradas pequenas quantidades do mesmo hormônio. Portanto, esses mamíferos podem fornecer um modelo para estudar populações clínicas entre humanos que sofrem de deficits de excitação sexual, como a disfunção erétil.
Em todas as espécies de mamíferos examinadas, verificou-se um aumento acentuado no nível de testosterona do sexo masculino ao encontrar uma fêmea nova. A elevação da testosterona reflexiva em ratos machos está relacionada ao nível inicial de excitação sexual do macho.
Em primatas não humanos, pode ser que a testosterona na puberdade estimule a excitação sexual, o que permite que o primata busque cada vez mais experiências sexuais com mulheres e, assim, cria uma preferência sexual para as mulheres. Algumas pesquisas também indicaram que, se a testosterona for eliminada em um sistema masculino adulto ou de outro primata masculino adulto, sua motivação sexual diminui, mas não há diminuição correspondente na capacidade de se engajar na atividade sexual (montagem, ejaculação, etc.).

#### Machos
Nos homens, níveis mais elevados de testosterona estão associados a períodos de atividade sexual. A testosterona também aumentou em homens heterossexuais depois de ter tido uma breve conversa com uma mulher. O aumento nos níveis de testosterona foi associado ao grau que as mulheres achavam que os homens estavam tentando impressioná-las.
Os homens que assistem a um filme sexualmente explícito apresentam um aumento médio de 35% na testosterona, atingindo um pico em 60 a 90 minutos após o final do filme, mas não se observa aumento nos homens que assistem filmes sexualmente neutros. Os homens que assistem filmes sexualmente explícitos também relatam maior motivação, competitividade e menor exaustão. Uma ligação também foi encontrada entre o relaxamento após a excitação sexual e os níveis de testosterona.
Os níveis masculinos de testosterona, um hormônio conhecido por afetar o comportamento de acasalamento dos homens, muda dependendo se eles estão expostos a um odor corporal de mulher ovulante ou não-ovulante. Os homens expostos ao cheiro de mulheres ovulantes mantiveram um nível de testosterona estável maior que o nível de testosterona de homens expostos à odor de não-ovulação. Os níveis de testosterona e a excitação sexual nos homens são fortemente conscientes dos ciclos hormonais nas fêmeas.
Os homens com limiares mais baixos para a excitação sexual têm maior probabilidade de atender a informações sexuais e que a testosterona pode funcionar, aumentando sua atenção para os estímulos relevantes.

#### Fêmeas
Os andrógenos podem modular a fisiologia do tecido vaginal e contribuir para a excitação sexual genital feminina. O nível de testosterona das mulheres é maior quando medido antes da relação sexual.
Quando as mulheres têm um nível basal mais alto de testosterona, elas apresentam aumentos mais elevados nos níveis de excitação sexual, mas menores aumentos na testosterona, indicando um efeito de teto sobre os níveis de testosterona em fêmeas. Os pensamentos sexuais também alteram o nível de testosterona, mas não o nível de cortisol no corpo feminino, e os contraceptivos hormonais podem afetar a variação na resposta da testosterona aos pensamentos sexuais.
A testosterona pode revelar-se um tratamento eficaz em transtornos de excitação sexual feminina, e está disponível como remédio dérmico. A testosterona pode ser um tratamento para mulheres pós-menopáusicas, desde que efetivamente sejam estrogênizadas.

#### Relações românticas
Apaixonar-se diminui os níveis de testosterona dos homens, aumentando os níveis de testosterona das mulheres. Tem havido especulações de que essas mudanças na testosterona resultam na redução temporária das diferenças de comportamento entre os sexos. No entanto, sugere-se que, após a "fase de lua de mel" terminar - cerca de um a três anos em um relacionamento - essa mudança nos níveis de testosterona não é mais aparente. Os homens que produzem menos testosterona são mais propensos a estar em um relacionamento e/ou casados, enquanto os homens que produzem mais testosterona são mais propensos a se divorciarem; no entanto, a causalidade não pode ser determinada nessa correlação. Casamento ou compromisso pode causar uma diminuição nos níveis de testosterona. Homens solteiros que não tiveram experiência de relacionamento têm níveis mais baixos de testosterona do que homens solteiros com experiência. Sugere-se que esses homens solteiros com experiência anterior estejam em um estado mais competitivo do que seus homólogos não-experientes. Os homens casados que se envolvem em atividades de manutenção de títulos, como passar o dia com seu cônjuge e/ou criança, não têm níveis diferentes de testosterona em comparação com os momentos em que não se envolvem em tais atividades. Coletivamente, esses resultados sugerem que a presença de atividades competitivas em vez de atividades de manutenção de vínculo são mais relevantes para mudanças nos níveis de testosterona.
Os homens que produzem mais testosterona são mais propensos a se engajar em sexo extraconjugal. Os níveis de testosterona não dependem da presença física de uma parceira para homens que se envolvem em relações (mesma cidade versus longa distância), os homens têm níveis semelhantes de testosterona em todos os lugares. A presença física pode ser necessária para as mulheres que estão em relacionamentos, onde as mulheres parceiras da mesma cidade têm níveis mais baixos de testosterona do que as mulheres parceiras de longa distância.

#### Paternidade
A paternidade também diminui os níveis de testosterona nos homens, sugerindo que as mudanças emocionais e comportamentais resultantes promovam o cuidado paterno. A forma como os níveis de testosterona mudam quando uma criança está em perigo é indicativa de estilos de paternidade. Se os níveis se reduzirem, então há mais empatia pelo pai do que nos pais cujos níveis aumentam.

#### Comportamento e personalidade
Especula-se que Os níveis de testosterona desempenham um papel importante na tomada de riscos durante as decisões financeiras.

#### Agressão e criminalidade
A maioria dos estudos apoia uma ligação entre a criminalidade adulta e a testosterona, embora o relacionamento seja modesto se for examinado separadamente para cada sexo. Quase todos os estudos de delinquência juvenil e testosterona não são significativos. A maioria dos estudos também encontrou testosterona associada a comportamentos ou traços de personalidade ligados à criminalidade, como comportamento anti-social e alcoolismo. Muitos estudos também foram feitos sobre a relação entre comportamentos/sentimentos agressivos mais gerais e testosterona. Cerca de metade dos estudos encontraram um relacionamento e cerca de metade sem relacionamento.
A testosterona é apenas um dos muitos fatores que influenciam a agressão e os efeitos da experiência anterior e dos estímulos ambientais foram correlacionados mais fortemente. Estudos indicam que o estradiol derivado de testosterona (uma forma de estrogênio) pode desempenhar um papel importante na excessiva agressão masculina. Estudos também descobriram que a testosterona facilita a agressão através da modulação de receptores de vasopressina no hipotálamo.
O hormônio sexual pode incentivar um comportamento justo. Um experimento comportamental possibilitou que homens administrassem dinheiro e fizessem negociações/ofertas entre si. As regras permitiram ofertas justas e injustas. O parceiro de negociação poderia posteriormente aceitar ou recusar a oferta. Quanto mais justa a oferta, menos provável é a recusa do parceiro de negociação. Se nenhum acordo foi alcançado, nenhuma das partes ganhou nada. Os sujeitos de teste com um nível de testosterona artificialmente melhorado geralmente fizeram ofertas melhores e mais justas do que aqueles que receberam placebos. Dois estudos posteriores confirmaram empiricamente esses resultados. No entanto, os homens com testosterona alta foram significativamente 27% menos generosos em um jogo de ultimato, enquanto os homens com a testosterona mais baixa foram 560% mais generosos. Estudos também encontraram testosterona administrada para aumentar a agressão verbal e raiva em alguns participantes.
A testosterona sintética está significativamente relacionada como forma de ganho muito mais rápido de massa muscular. A testosterona sintética na maioria das vezes tem como efeito adjacente a agressão excessiva e comportamento criminoso. Em competições físicas, desfiles masculinos, torneios de fisiculturismo e em academias de ginástica é relativamente comum o uso da testosterona sintética na forma de pó ou injetável, que leva a formação de músculos muito maiores em todo o corpo. Por serem músculos gerados sem o exercício tradicional para sua criação, a musculatura obtida por testosterona sintética não corresponde a mesma força física de uma musculatura natural. A testosterona medeia a atração de pistas cruéis e violentas nos homens, promovendo a exibição exagerada de força através de estímulos violentos. O uso corriqueiro de testosterona sintética tende a reduzir a libido através da relação hipotálamo-hipófise-testicular diminuindo a produção de testosterona e hormônios naturais.Estudos realizados encontraram correlação direta entre excesso  de testosterona, agressividade, suicídio e tentativa de dominância, especialmente entre os criminosos mais violentos da prisão, que apresentaram níveis mais altos de testosterona.
A segunda teoria é semelhante e é conhecida como "teoria neuro-androgênica evolutiva (TNE) da agressão masculina". A testosterona e outros andrógenos foram administrados para masculinizar um cérebro para serem competitivos, mesmo no ponto de arriscar danos à pessoa e aos outros. Ao fazê-lo, indivíduos com cérebros masculinizados como resultado da testosterona e dos andrógenos pré-natais e adultos aumentam suas habilidades de aquisição de recursos para sobreviver, atrair e copular com os companheiros, tanto quanto possível. A masculinização do cérebro não é apenas mediada por níveis de testosterona no estágio adulto, mas também a exposição à testosterona no útero como feto. A testosterona pré-natal mais alta indicada por uma relação de baixo dígito, bem como os níveis de testosterona em adultos, aumentaram o risco de faltas ou agressões entre jogadores masculinos em um jogo de futebol.
O aumento dos níveis de testosterona durante a competição previa a agressão em machos, mas não nas fêmeas. Os sujeitos que interagiram com armas de mão e um jogo experimental mostraram aumento na testosterona e na agressão. A seleção natural pode ter evoluído para que os machos sejam mais sensíveis às situações de desafio competitivo e estatal e que os papéis interativos da testosterona são o ingrediente essencial para o comportamento agressivo nessas situações. A testosterona produz agressão ativando áreas subcorticais no cérebro, que também podem ser inibidas ou suprimidas por normas sociais ou situações familiares, enquanto ainda se manifestam em diversas intensidades e formas através de pensamentos, raiva, agressão verbal, competição, domínio e violência física.  A característica específica do cérebro estrutural da testosterona pode prever comportamento agressivo em indivíduos. É conhecido que o estradiol se correlaciona com a agressão em camundongos masculinos. Além disso, a conversão de testosterona em estradiol regula a agressão masculina nos pardais durante a época de reprodução. Os ratos que receberam esteroides anabolizantes que aumentaram a testosterona também foram mais agressivos físicos à provocação como resultado da "sensibilidade à ameaça".

### Cérebro
O cérebro também é afetado por essa diferenciação sexual; a enzima aromatase converte a testosterona em estradiol que é responsável pela masculinização do cérebro em camundongos masculinos. Nos seres humanos, a masculinização do cérebro fetal aparece — observando a preferência de gênero em pacientes com doenças congênitas de formação — por meio de andrógenos ou função de receptor de androgênio, para estar associada a receptores androgênicos funcionais.
Existem algumas diferenças entre um cérebro masculino e feminino (possivelmente o resultado de diferentes níveis de testosterona), sendo um deles tamanho: o cérebro humano masculino é, em média, maior. Considerou-se que os homens tinham um comprimento total de fibras de 176.000 km aos 20 anos, enquanto que nas mulheres o comprimento total era de 149.000 km (aproximadamente 15% menos).
Além da agressividade excessiva e musculatura, não foram encontrados efeitos imediatos a curto prazo sobre o humor ou o comportamento na administração de doses supra-fisiológicas de testosterona por 10 semanas em 43 homens saudáveis. Existe uma correlação entre a testosterona e a tolerância ao risco na escolha da carreira entre as mulheres.
A atenção, a memória e a capacidade espacial são funções cognitivas importantes afetadas pela testosterona em seres humanos. Evidências preliminares sugerem que níveis baixos de testosterona podem ser um fator de risco para o declínio cognitivo e, possivelmente, para a demência (como a doença de Alzheimer).

### Diminuição no pós Covid-19
Devido ao tropismo do vírus em células neuronais e células germinativas, além das respiratórias incluindo neurônios olfativos, estudos confirmaram diminuição de testosterona nos humanos após a pandemia do covid-19.
"mRNA viral foi identificado no sêmen de homens infectados, com alguma evidência de parâmetros seminais alterados. Baixa testosterona e di-hidrotestosterona com hormônio luteinizante elevado foram relatados, bem como parto prematuro em mulheres grávidas"

## Bioquímica

Síntese e formação da testosterona e suas derivadas, em inglês

### Biossíntese
Como outros hormônios esteroides, a testosterona é derivada do colesterol (ver figura). O primeiro passo na biossíntese envolve a clivagem oxidativa da cadeia lateral do colesterol pela enzima de clivagem da cadeia lateral do colesterol (P450scc, CYP11A1), uma citocromo P450 oxidase mitocondrial com a perda de seis átomos de carbono para dar pregnenolona. No passo seguinte, dois átomos de carbono adicionais são removidos pela enzima CYP17A1 (17alfa-hidroxilase / 17,20-liasa) no retículo endoplasmático para produzir uma variedade de esteroides C19. Além disso, o grupo 3p-hidroxilo é oxidado pela 3β-hidroxiesteroide desidrogenase para produzir androstenediona. Na etapa de limitação final e de taxa, o grupo ceto C17 androstenediona é reduzido pela 17β-hidroxiesteroide desidrogenase para produzir testosterona.

### Regulação
Nos machos, a testosterona é sintetizada principalmente em células de Leydig. O número de células de Leydig por sua vez é regulado pelo hormônio luteinizante (LH) e hormônio folículo-estimulante (FSH). Além disso, a quantidade de testosterona produzida por células existentes de Leydig está sob o controle do LH, que por sua vez regula a enzima 17β-hidroxiesteroide desidrogenase.
A quantidade de testosterona natural é regulada pelo eixo HHT/HPT (hipotálamo-hipófise-testicular), sendo estas duas glândulas que estão localizadas na região medio-frontal do cérebro, responsáveis pelo início do processo metabólico da produção e homeostase dos níveis de testosterona. Quando os níveis de testosterona são baixos, o hormônio liberador de gonadotropina (GnRH) é liberado pelo hipotálamo, o que, por sua vez, estimula a glândula pituitária para liberar FSH e LH. Estes dois últimos hormônios estimulam o testículo a sintetizar a testosterona. Finalmente, os níveis de testosterona aumentam e, ao perceber o aumento, a testosterona manda um feedback negativo para o hipotálamo, que por sua vez inibe o GnRH e por consequência o LH e FSH.

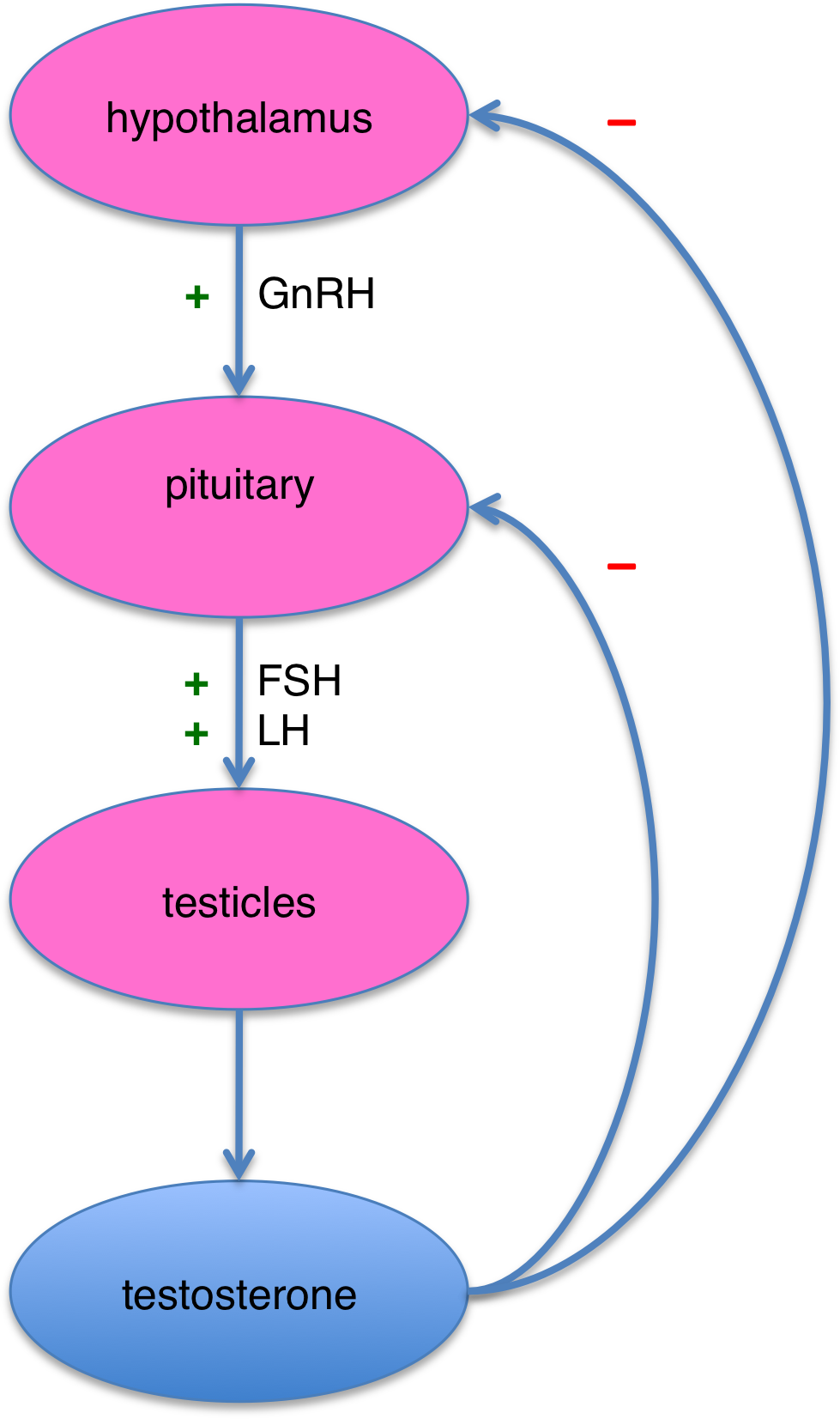
Eixo HPT em inglês.

Fatores que afetam os níveis de testosterona podem incluir:
- Idade: os níveis de testosterona diminuem gradualmente à medida que os homens envelhecem.[103][104] Este efeito às vezes é referido como hipogonadismo de andropausa ou início tardio.[105]
- Exercício: o treinamento de resistência aumenta os níveis de testosterona,[106] no entanto, em homens mais velhos, esse aumento pode ser evitado pela ingestão de proteínas.[107] O treinamento de resistência nos homens pode levar a menores níveis de testosterona.[108]
- Nutrientes: a deficiência de vitamina A pode levar a níveis de testosterona plasmática insatisfatórios.[109] A vitamina D suplementada em níveis de 3000-3500 UI/d (75-87,5 μg/d) aumenta os níveis de testosterona.[110] A deficiência de zinco diminui os níveis de testosterona,[111] mas o excesso de suplementação não tem efeito sobre a testosterona sérica.[112]
- Perda de peso: redução de peso pode resultar em aumento nos níveis de testosterona. As células de gordura sintetizam a enzima aromatase, que converte a testosterona, o hormônio sexual masculino, no estradiol, o hormônio sexual feminino.[113] No entanto, não foi encontrada associação clara entre o índice de massa corporal e os níveis de testosterona.[114]
- Diversos: Sono: aumenta os níveis noturnos de testosterona.[115] Comportamento: os desafios de dominância podem, em alguns casos, estimular o aumento da liberação de testosterona em homens.[116] Drogas: anti-androgênios naturais ou artificiais, incluindo a hortelã-verde, reduzem os níveis de testosterona.[117][118][119] O alcaçuz pode diminuir a produção de testosterona e este efeito é maior nas fêmeas.[120]

### Distribuição
No plasma, 98% da testosterona é ligada à proteína, com 65% ligada à globulina ligadora de hormônios sexuais (SHBG) e 33% ligada à albumina. Nível plasmático de testosterona no corpo (livre ou vinculado): 10,4-24,3 nmol / L em homens adultos.[carece de fontes?]Em mulheres: 30-70 ng / dL.

### Metabolismo
Tanto a testosterona como 5alfa-di-hidrotestosterona são metabolizadas principalmente no fígado. Mais de 40% de testosterona é metabolizada em proporções iguais nos 17-cetetosteróides androsterona e etiocolanolona através das ações combinadas de 5α e 5β-reductases, 3a-hidroxiesteróide desidrogenase e 17β-HSD, nessa ordem. A androsterona e a etioncolanolona são então glucuronizadas e, em menor grau, sulfatadas de forma semelhante à testosterona. Os conjugados de testosterona e seus metabólitos hepáticos são liberados do fígado para circulação e excretados na urina e na bile. Apenas uma pequena fração (2%) de testosterona é excretada inalterada na urina.
Além da conjugação da via 17-ketoesteroide, a testosterona também pode ser hidroxilada e oxidada no fígado por enzimas do citocromo P450, incluindo CYP3A4, CYP3A5, CYP2C9, CYP2C19, e CYP2D6. Certas enzimas do citocromo P450 como CYP2C9 e CYP2C19 também podem oxidar a testosterona na posição C17 para formar androstenediona.
Dois dos metabolitos imediatos da testosterona, 5alfa-di-hidrotestosterona e estradiol são biologicamente importantes e podem ser formados no fígado e nos tecidos extrahepáticos. Aproximadamente 5 a 7% da testosterona é convertida pela 5-alfarredutase em 5-alfadihidrotestosterona, com níveis circulantes de 5α-DHT cerca de 10% da testosterona e aproximadamente 0,3% de testosterona é convertida em estradiol pela aromatase. A 5α-reductase é altamente expressa nos órgãos reprodutores masculinos (incluindo a glândula prostática e vesículas seminais), a pele, os folículos capilares, o cérebro e a aromatase é altamente expressa no tecido adiposo, osso e cérebro.

## Mecanismo de ação

### Atividade hormonal esteroidal
Os efeitos da testosterona em seres humanos e outros vertebrados ocorrem por meio de mecanismos múltiplos: por ativação do receptor de andrógenos (diretamente ou como DHT), por conversão em estradiol e ativação de certos receptores de estrogênio. Os andrógenos, como a testosterona, também foram encontrados para se ligar e ativar os receptores de andrógenos da membrana.
A testosterona livre (TL) é transportada para o citoplasma das células do tecido alvo, onde pode se ligar ao receptor de andrógenos, ou pode ser reduzida à 5α-dihidrotestosterona (DHT) pela enzima citoplasmática 5a-redutase. A DHT liga-se ao mesmo receptor de andrógenos ainda mais forte do que a testosterona, de modo que sua potência androgênica é cerca de 5 vezes a de TL. O receptor TL ou o receptor DHT sofrem uma mudança estrutural que permite que ele se mova para o núcleo da célula e se ligue diretamente a sequências de nucleótidos específicas do DNA cromossômico. As áreas de ligação são chamadas de elementos de resposta hormonal (ERHs) e influenciam a atividade transcricional de certos genes, produzindo os efeitos androgênicos.
Os receptores de andrógenos ocorrem em vários tecidos diferentes do sistema de vertebrados, e tanto os machos quanto as fêmeas respondem de forma semelhante a níveis similares. Quantidades bastante diferentes de testosterona pré-natal, na puberdade e ao longo da vida representam uma parcela das diferenças biológicas entre machos e fêmeas.
Os ossos e o cérebro são dois tecidos importantes nos seres humanos, onde o efeito primário da testosterona é por meio de aromatização ao estradiol. Nos ossos, o estradiol acelera a ossificação da cartilagem no osso, levando ao fechamento das epífises e à conclusão do crescimento. No sistema nervoso central, a testosterona é aromatizada em estradiol. Estradiol em vez de testosterona é o sinal de feedback mais importante para o hipotálamo (especialmente afetando a secreção de LH).

## História
Uma ação testicular foi vinculada a frações circulantes de sangue - agora entendida como uma família de hormônios androgênicos - nos primeiros trabalhos sobre castração e transplante testicular em aves de Arnold Adolph Berthold (1803–1861). A pesquisa sobre a ação da testosterona recebeu um breve impulso em 1889, quando o professor de Harvard Charles-Édouard Brown-Séquard (1817–1894), então em Paris, auto-injetou um "elixir rejuvenescedor" composto por um extrato de cão e guiné testículo de porco. Ele relatou em The Lancet que seu vigor e sentimento de bem-estar foram marcadamente restaurados, mas os efeitos eram transitórios, e as esperanças de Brown-Séquard para o composto estavam tracejadas. Sofrendo o ridículo de seus colegas, ele abandonou seu trabalho sobre os mecanismos e efeitos dos andrógenos em seres humanos.
Em 1927, o professor de química fisiológica da Universidade de Chicago, Fred C. Koch, estabeleceu fácil acesso à uma grande fonte de testículos bovinos - os armazéns de Chicago - e recrutou alunos dispostos a suportar o tedioso trabalho de extração de seus isolados. Nesse ano, Koch e seu estudante, Lemuel McGee, deram 20 mg de uma substância (equivalente à 40 libras de testículos bovinos) que, quando administrados a galos castrados, porcos e ratos, os re-masculinizavam. O grupo de Ernest Laqueur na Universidade de Amsterdã testou a testosterona de testículos bovinos de forma semelhante em 1934, mas o isolamento do hormônio dos tecidos animais em quantidades que permitem estudos sérios em seres humanos não era viável até três gigantes farmacêuticos europeus - Schering (Berlim, Alemanha), Organon (Oss, Holanda) e Ciba (Basileia, Suíça) - iniciaram programas de pesquisa e desenvolvimento de esteroides em grande escala na década de 1930.

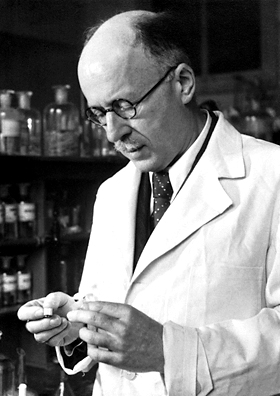
Ganhador do Prêmio Nobel, Leopold Ruzicka da Ciba, uma grande empresa farmacêutica que sintetizou a testosterona

Prêmio Nobel, Leopold Ruzicka da Ciba, gigante da indústria farmacêutica que sintetizou testosterona.
O grupo Organon na Holanda foi o primeiro a isolar o hormônio, identificado em um artigo de maio de 1935 intitulado "On Crystalline Male Hormone from Testicles (Testosterone)". Eles chamaram o hormônio de testosterona — das hastes de testículo e esterol, e o sufixo de cetona. A estrutura foi elaborada pelo Adolf Butenandt, da Schering, no Instituto Chemisches da Universidade Técnica de Gdansk.
A síntese química da testosterona do colesterol foi alcançada em agosto desse ano por Butenandt e Hanisch. Apenas uma semana depois, o grupo Ciba em Zurique, Leopold Ruzicka (1887-1976) e A. Wettstein, publicaram sua síntese de testosterona. Essas sínteses parciais independentes de testosterona a partir de uma base de colesterol fizeram Butenandt e Ruzicka ganharem o Prêmio Nobel de Química em 1939. A testosterona foi identificada como 17p-hidroxiandrost-4-en-3-ona (C19H28O2), um álcool policíclico sólido com um grupo hidroxilo no 17º átomo de carbono. Isto também tornou óbvio que poderiam ser feitas modificações adicionais na testosterona sintetizada, isto é, esterificação e alquilação.
A síntese parcial na década de 1930 de ésteres de testosterona abundantes e potentes permitiu a caracterização dos efeitos do hormônio, de modo que Kochakian e Murlin (1936) puderam mostrar que a testosterona aumentava a retenção de nitrogênio (um mecanismo central para o anabolismo) no cão. O grupo de Allan Kenyon foi capaz de demonstrar os efeitos anabolizantes e androgênicos do propionato de testosterona em homens eunucos, meninos e mulheres. O período do início da década de 1930 até a década de 1950 foi denominado "A Era de Ouro da Química de Esteroides" e o trabalho durante esse período avançou rapidamente. A pesquisa nesta idade de ouro provou que este composto recém-sintetizado - testosterona - ou melhor, família de compostos (para muitos derivados desenvolvidos de 1940 a 1960), foi um poderoso multiplicador de músculos, força e bem-estar.